# Medalha de Mérito Cultural "Cruz e Sousa"
A Medalha de Mérito Cultural "Cruz e Souza" é uma condecoração civil do Brasil concedida pelo estado de Santa Catarina. Foi instituída por meio do decreto nº 4.892, de 17 de outubro de 1994 e visa agraciar pessoas que tenham realizado contribuições nas áreas literárias, artísticas, educacionais ou científicas do estado. 
A honraria é concedida anualmente e na preferencialmente na data de nascimento de seu patrono, o poeta Cruz e Sousa.

## Do processo de escolha
A escolha dos agraciados é realizada por meio de votação secreta realizada pelo Conselho Estadual de Cultura e passando por algumas outras etapas dentro da administração. Existe a possibilidade de realização de consultas públicas pela internet para posterior ratificação das indicações pelo conselho.

## Pessoas premiadas
Entre os anos de 1997 e 2023, foram distribuídas 225 medalhas:
| Ano  | Nome                                                                    | Obs.                |
| ---- | ----------------------------------------------------------------------- | ------------------- |
| 1997 | Alejandro Ahmed Lameda Aló                                              |                     |
| 1997 | Almiro Caldeira de Andrada                                              |                     |
| 1997 | Carlos Jorge Appel                                                      |                     |
| 1997 | Edino Krieger                                                           |                     |
| 1997 | Fernando Ferreira de Mello Júnior                                       |                     |
| 1997 | Harry Laus                                                              | in memoriam         |
| 1997 | Rodrigo de Haro                                                         |                     |
| 1997 | Silvio Coelho dos Santos                                                |                     |
| 1997 | Sylvio Carlos Back                                                      |                     |
| 1997 | Wander Weege                                                            |                     |
| 1998 | Aldo João Nunes                                                         |                     |
| 1998 | Atormenta - Grupo de Pesquisa Teatral                                   |                     |
| 1998 | Caderno Anexo a Notícia                                                 |                     |
| 1998 | Danilo Aronovich Cunha                                                  |                     |
| 1998 | Darcy Brasiliano dos Santos                                             |                     |
| 1998 | Doralécio Soares                                                        |                     |
| 1998 | Eglê Malheiros                                                          |                     |
| 1998 | Elke Hering                                                             | in memoriam         |
| 1998 | Gilberto Gerlach                                                        |                     |
| 1998 | Lindolf Bell                                                            |                     |
| 1999 | Alcídio Mafra de Sousa                                                  |                     |
| 1999 | Edith Kormann                                                           |                     |
| 1999 | Festival de Dança de Joinville                                          |                     |
| 1999 | Hiedy de Assis Corrêa (Hassis)                                          |                     |
| 1999 | Ilmar Carvalho                                                          |                     |
| 1999 | José Henrique Nunes Pires                                               |                     |
| 1999 | Odilon Lunardelli                                                       | in memoriam         |
| 1999 | Salim Miguel                                                            |                     |
| 1999 | Silvio Melatti                                                          |                     |
| 2001 | Alcides Buss                                                            |                     |
| 2001 | Carlos Alberto Angioletti Vieira                                        |                     |
| 2001 | Dalmo Vieira Filho                                                      |                     |
| 2001 | Herbert Holetz                                                          |                     |
| 2001 | Licurgo Costa                                                           |                     |
| 2001 | Marcos Konder Reis                                                      | in memoriam         |
| 2001 | Silvio Pléticos                                                         |                     |
| 2002 | Egon Tiedt                                                              |                     |
| 2002 | Guido Wilmar Sassi                                                      | in memoriam         |
| 2002 | Instituto Histórico e Geográfico de Santa Catarina                      |                     |
| 2002 | Luiz Henrique Schwanke                                                  | in memoriam         |
| 2002 | Willy Zumblick                                                          |                     |
| 2003 | Antônio Celso dos Santos                                                |                     |
| 2003 | Edison d’ Ávila                                                         |                     |
| 2003 | Fritz Plaumann                                                          | in memoriam         |
| 2003 | Juarez Machado                                                          |                     |
| 2003 | Noemi Kellermann                                                        |                     |
| 2003 | Sandra Meyer Nunes                                                      |                     |
| 2003 | Vilson do Nascimento                                                    |                     |
| 2004 | Albertina Ganzo                                                         |                     |
| 2004 | Beatriz Pellizetti                                                      |                     |
| 2004 | Cony Baumgarten                                                         |                     |
| 2004 | Elly Herkenhoff                                                         |                     |
| 2004 | Eugênio Colin                                                           |                     |
| 2004 | Rogério Sganzerla                                                       |                     |
| 2004 | Valdir Brasil                                                           |                     |
| 2004 | Zahidé R. Muzart                                                        |                     |
| 2005 | Amália Renée de Toso Wells                                              |                     |
| 2005 | Cinemateca Catarinense- Audiovisual                                     | Pessoa Jurídica     |
| 2005 | Hamilton Machado                                                        | in memoriam         |
| 2005 | João Evangelista de Andrade Filho                                       |                     |
| 2005 | José Antônio Barcellos de Melo                                          |                     |
| 2005 | Martinho de Haro                                                        | in memoriam         |
| 2005 | Orquestra São Bento do Sul                                              |                     |
| 2005 | Osvaldo Ferreira de Mello                                               |                     |
| 2005 | Ruth Laus                                                               |                     |
| 2005 | Walter Luiz Alves da Silva                                              |                     |
| 2006 | Coletiva de Artistas de Joinville                                       | Pessoa Jurídica     |
| 2006 | Edi Balod                                                               |                     |
| 2006 | Festival de Corais Criciúma                                             | Pessoa Jurídica     |
| 2006 | Festival Universitário de Teatro de Blumenau                            | Pessoa Jurídica     |
| 2006 | Godofredo de Oliveira Neto                                              |                     |
| 2006 | Iaponan Soares de Araújo                                                |                     |
| 2006 | Miguel Roussovsky                                                       |                     |
| 2006 | Willy Siebert                                                           | in memoriam         |
| 2007 | Arthur Moreira Lima                                                     |                     |
| 2007 | Bila Maria Manganelli Coimbra                                           |                     |
| 2007 | Fundo Municipal de Cinema de Florianópolis – FUNCINE                    | Pessoa Jurídica     |
| 2007 | Ingo Hering                                                             | in memoriam         |
| 2007 | Lauro Junkes                                                            |                     |
| 2007 | Marina Heloísa Medeiros Mosimann                                        |                     |
| 2007 | Neyde Coelho                                                            |                     |
| 2007 | Osmar Pisani                                                            | in memoriam         |
| 2007 | Raul Sartori                                                            |                     |
| 2007 | Sérgio da Costa Ramos                                                   |                     |
| 2008 | Asta-Rose Alcaide                                                       |                     |
| 2008 | Cine Clube Nossa Senhora do Desterro                                    | Pessoa Jurídica     |
| 2008 | Cristóvão Tezza                                                         |                     |
| 2008 | Eli Heil                                                                |                     |
| 2008 | Franklin Cascaes                                                        | in memoriam         |
| 2008 | Grupo Cena 11 Cia. de Dança                                             | Pessoa Jurídica     |
| 2008 | Lauro Ribas Zimmer                                                      |                     |
| 2008 | Manoel Dilor de Freitas                                                 |                     |
| 2008 | Mostra de Cinema Infantil de Florianópolis                              | Pessoa Jurídica     |
| 2008 | Nereu do Vale Pereira                                                   |                     |
| 2009 | Barca dos Livros                                                        | Pessoa Jurídica     |
| 2009 | Betina Adams                                                            |                     |
| 2009 | Centro de Artes da UDESC                                                | Pessoa Jurídica     |
| 2009 | Cinema na Favela                                                        | Pessoa Jurídica     |
| 2009 | Donaldo Schüler                                                         |                     |
| 2009 | Edith Wetzel                                                            |                     |
| 2009 | Ieda Beck                                                               | in memoriam         |
| 2009 | Mércia Mafra Ferreira                                                   |                     |
| 2009 | Oswaldo Rodrigues Cabral                                                | in memoriam         |
| 2009 | Vera Sabino                                                             |                     |
| 2010 | Associação Coral de Florianópolis                                       | Pessoa Jurídica     |
| 2010 | Berenice Gorini                                                         |                     |
| 2010 | Caderno Plural do Jornal Notícias do Dia                                | Pessoa Jurídica     |
| 2010 | Grupo Armação                                                           | Pessoa Jurídica     |
| 2010 | João Paulo Silveira de Souza                                            |                     |
| 2010 | Liselott Trinks                                                         | in memoriam         |
| 2010 | Rute Ferreira Gebler                                                    |                     |
| 2010 | Sociedade Dramático Musical Carlos Gomes                                | Pessoa Jurídica     |
| 2010 | Sociedade Harmonia Lyra                                                 | Pessoa Jurídica     |
| 2010 | Victor Antônio Peluso Júnior                                            | in memoriam         |
| 2011 | Aldo Krieger                                                            |                     |
| 2011 | Associação dos Moradores e Amigos do Bairro Itinga – Amorabi            | Pessoa Jurídica     |
| 2011 | Catavídeo                                                               | Pessoa Jurídica     |
| 2011 | Cleber Teixeira                                                         |                     |
| 2011 | Doraci Girrulat                                                         |                     |
| 2011 | Jair Francisco Hamms                                                    |                     |
| 2011 | José Acácio Santana                                                     |                     |
| 2011 | Pedro Dantas Rodrigues                                                  |                     |
| 2011 | Péricles Prade                                                          |                     |
| 2011 | Sara Regina Poyares dos Reis                                            |                     |
| 2012 | Anderson Gonçalves                                                      | in memoriam         |
| 2012 | Camerata Florianópolis                                                  | Pessoa Jurídica     |
| 2012 | Carlos Humberto Pederneiras Corrêa                                      | in memoriam         |
| 2012 | Francisco Xavier Caprário                                               |                     |
| 2012 | Gelci José Coelho (Peninha)                                             |                     |
| 2012 | Luiz Henrique Rosa                                                      | in memoriam         |
| 2012 | Sára Beatriz Dutra e Silva Fermiano                                     |                     |
| 2012 | Trip Teatro                                                             | Pessoa Jurídica     |
| 2012 | Valdir Dutra                                                            |                     |
| 2012 | Valmor (Nini) Beltrame                                                  |                     |
| 2013 | Amarildo Cassiano                                                       |                     |
| 2013 | Associação Coral de Chapecó                                             | Pessoa Jurídica     |
| 2013 | Biblioteca Pública de Santa Catarina                                    | Pessoa Jurídica     |
| 2013 | Cláudio Alvim Barbosa [Zininho]                                         | in memoriam         |
| 2013 | Eduardo Paredes                                                         |                     |
| 2013 | Federação Catarinense de Teatro – FECATE                                | Pessoa Jurídica     |
| 2013 | Holdemar de Menezes                                                     | in memoriam         |
| 2013 | Joi Cletison Alves                                                      |                     |
| 2013 | Museu Victor Meirelles                                                  | Pessoa Jurídica     |
| 2013 | Osni Cristóvão                                                          |                     |
| 2014 | Arquivo Público do Estado de Santa Catarina                             | Pessoa Jurídica     |
| 2014 | Banda Stagium 10                                                        | Pessoa Jurídica     |
| 2014 | Carlos Roberto Nascimento de Oliveira (Bebeto)                          |                     |
| 2014 | Escola de Artes de Chapecó                                              | Pessoa Jurídica     |
| 2014 | Fernando Lindote                                                        |                     |
| 2014 | Lucas David                                                             |                     |
| 2014 | Luiz Alves da Silva (Culica)                                            | in memoriam         |
| 2014 | Maria Cristina Alves dos Santos Pessi                                   | in memoriam         |
| 2014 | Maria Emília de Azevedo                                                 |                     |
| 2014 | Sueli Maria Vanzuita Petry                                              |                     |
| 2015 | Adolfo Boos Jr.                                                         | in memoriam         |
| 2015 | Escola Municipal de Ballet da Casa da Cultura “Fausto Rocha Júnior”     | Pessoa Jurídica     |
| 2015 | Família Sousa – José Brasilício de Sousa, Álvaro Sousa e Abelardo Sousa | in memoriam         |
| 2015 | José Arthur Boiteux                                                     | in memoriam         |
| 2015 | Lygia Helena Roussenq Neves                                             |                     |
| 2015 | Pe. João Alfredo Rohr                                                   | in memoriam         |
| 2015 | Penna Filho                                                             | in memoriam         |
| 2016 | Aldo Baldin                                                             | in memoriam         |
| 2016 | Ana Lúcia Coutinho                                                      |                     |
| 2016 | Carlos Henrique Schroeder                                               |                     |
| 2016 | Dorvalina Scartazzini                                                   |                     |
| 2016 | Fátima Regina Althoff                                                   |                     |
| 2016 | Jone Cezar de Araújo                                                    |                     |
| 2016 | Marli Cristina Scomazzon                                                |                     |
| 2016 | Neyla Maria Baú Caramori                                                |                     |
| 2017 | Alzemi Machado                                                          |                     |
| 2017 | Ana Beatriz Magalhães Mattar                                            |                     |
| 2017 | Anna Lindner Von Pichler                                                |                     |
| 2017 | Cirquinho do Revirado                                                   |                     |
| 2017 | Edla Van Steen                                                          |                     |
| 2017 | Ilka Boaventura Leite                                                   |                     |
| 2017 | Roselaine Barbosa Vinhas                                                |                     |
| 2017 | Zenirma Martinha Martins                                                |                     |
| 2018 | Carlos Damião W. Martins                                                |                     |
| 2018 | Carmen Lucia Fossari                                                    |                     |
| 2018 | Casal Springmann – Fernando Springmann e Yara Fischer Springmann        |                     |
| 2018 | Edenice Cruz Fraga                                                      |                     |
| 2018 | João Batista Costa [JB]                                                 |                     |
| 2018 | José Claudio Caramori                                                   |                     |
| 2018 | Solange Adão                                                            |                     |
| 2018 | Vicente Telles                                                          | in memoriam         |
| 2019 | Acyr Osmar de Oliveira                                                  |                     |
| 2019 | Darling Quadros                                                         | Pessoa Jurídica     |
| 2019 | Lélia Pereira da Silva Nunes                                            |                     |
| 2019 | Malinverni Filho                                                        | in memoriam         |
| 2019 | Marcondes Marchetti                                                     |                     |
| 2019 | Nedi Terezinha Locatelli                                                |                     |
| 2019 | Suzane Albers Araujo                                                    |                     |
| 2019 | Teatro Biriba                                                           | Pessoa Jurídica     |
| 2020 | Banda de Música 14ª Brigada de Infantaria Motorizada                    | Exército Brasileiro |
| 2020 | Carlos Frederico Adolfo Schneider                                       | in memoriam         |
| 2020 | Denise Magda Corrêa Thomasi                                             |                     |
| 2020 | Guido Heuer                                                             |                     |
| 2020 | Jovani Furlan                                                           |                     |
| 2020 | Maria Teresa Piccoli                                                    |                     |
| 2020 | Neusa Maria da Silva Borges                                             |                     |
| 2020 | Palhaça Barrica (Michelle Silveira)                                     |                     |
| 2021 | Aliduino Zanella                                                        |                     |
| 2021 | Banda Dazaranha                                                         | Pessoa Jurídica     |
| 2021 | Daniel Lucena                                                           | in memoriam         |
| 2021 | Jeruse Maria Romão                                                      |                     |
| 2021 | João Antônio Schmitz                                                    |                     |
| 2021 | Jorge Luiz Schröder                                                     |                     |
| 2021 | Marco Aurélio da Cruz Souza                                             |                     |
| 2021 | Rosilda Mara Rodrigues Moroso                                           |                     |
| 2022 | Carlos Antônio Falcão Cavalcanti Lins                                   |                     |
| 2022 | Edsoul (Edson Amaral)                                                   |                     |
| 2022 | Eliane Debus (Eliane Santana Dias Debus)                                |                     |
| 2022 | Fritz Müller (Johann Friedrich Theodor Müller)                          | in memoriam         |
| 2022 | Mapi Cravo (Maria Aparecida Cravo Silveira)                             |                     |
| 2022 | Robson Benta                                                            |                     |
| 2022 | Sérgio Adriano H (Sérgio Adriano Dias Luiz)                             |                     |
| 2022 | Sociedade Beneficente Kênia Clube                                       | Pessoa Jurídica     |
| 2023 | Arnou Teixeira de Melo Filho                                            |                     |
| 2023 | Associação Musical Amor a Arte                                          | Pessoa Jurídica     |
| 2023 | Drag Suzaninha - Arthur Gomes                                           |                     |
| 2023 | Geraldo Santos Passos                                                   |                     |
| 2023 | Idamara Freire                                                          |                     |
| 2023 | Jefferson Bittencourt dos Santos                                        |                     |
| 2023 | Nadja Lamos                                                             |                     |
| 2023 | Neide Mariarrosa                                                        | in memoriam         |